# Rassestandard

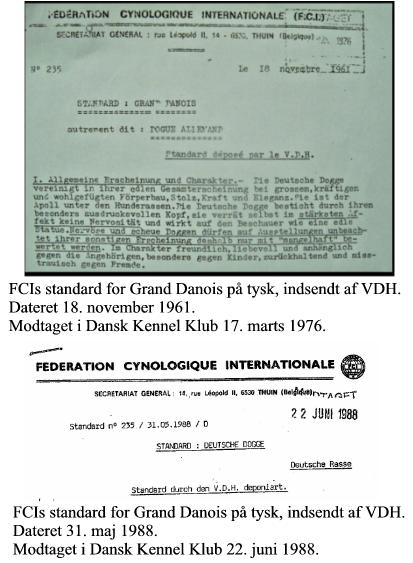
Dänischer Hundestandard von 1961 und 1988

Als Rassestandard oder Zuchtstandard bezeichnet man in der Zucht von Haustieren und Nutztieren die von Zuchtverbänden definierten und festgeschriebenen, charakteristischen Merkmale einer Rasse, die als Zuchtziel angestrebt werden. Der Rassestandard bezieht sich in erster Linie auf den Phänotyp, mittelbar aber auch auf den Genotyp. Sein Ziel ist es, das Aussehen eines idealen Vertreters der dargestellten Rasse zu beschreiben.
Rassestandards existieren nur für domestizierte Tierarten, wie etwa Hauspferd, Haushund, Hauskatze, Rassegeflügel, Hauskaninchen und Zierfische.

## Bedeutung
Es gibt verschiedene Formen von Tierausstellungen für Rassen der verschiedenen Haustierarten, beispielsweise für Bienen, Hunde, Katzen, Kaninchen und Ziervögel. An solchen Ausstellungen stellen Züchter und Tierhalter ihre Tiere einem Zuchtrichter vor, der diese nach den im entsprechenden Rassestandard festgehaltenen Kriterien bewertet. Diejenigen Tiere, deren Phänotyp nach Ansicht des Richters am ehesten dem Standard entspricht, werden an solchen Ausstellungen prämiert.

## Kritik
Bei einseitiger Fixierung auf äußerliche Merkmale in einem Rassestandard können bei der Zucht gesundheitliche Probleme entstehen, die zum Teil tierschutzrelevant sein können. Solche Zuchtstrategien werden als Qualzuchten bezeichnet. In Deutschland sind Qualzuchten nach § 11b Tierschutzgesetz verboten.
Aus der Katzenzucht sind eine Reihe genetischer Defekte bekannt, die sich als Folge des jeweiligen Rassestandards entwickelt haben. Bei der Maine Coon traten in den Showlinien häufig Hüftdysplasie auf. Seit 2000 führt deshalb der der schwedische Maine Coon Cat Club ein öffentliches Register mit Röntgenaufnahmen von Hüften, um das Auftreten von Hüftdysplasien innerhalb der Rasse zu minimieren.